# Maragalale, Tirthahalli
Maragalale là một làng thuộc tehsil Tirthahalli, huyện Shimoga, bang Karnataka, Ấn Độ.